# Adelaide Parklands Terminal

Das Adelaide Parklands Terminal ist der Fernbahnhof der australischen Großstadt Adelaide, im lokalen Verwaltungsgebiet City of West Torrens gelegen. Er befindet sich in Eigentum der Journey Beyond Rail Expeditions und wird ausschließlich von deren Fernzügen Indian Pacific, The Ghan, The Overland und The Great Southern bedient.

## Geschichte
Der Bahnhof wurde am 18. Mai 1984 von der Australian National Railway Commission (ANRC oder AN) unter dem Namen Keswick Terminal in Betrieb genommen. Bis dahin nutzten die bundesstaatenübergreifenden Fernzüge den Bahnhof Adelaide der Adelaide Metro, deren Vorortsbahnnetz bei der 1975 verordneten Verstaatlichung des australischen Bahnnetzes ausgenommen war. Die AN musste der Adelaide Metro-Besitzerin STA jeweils Nutzungsgebühren für den Bahnhof entrichten.
Zu Beginn umfasste der Bahnhof zwei Spurweiten: Bis zur Umspurung der Bahnstrecke nach Melbourne 1995 verkehrte The Overland auf 1600-mm-Breitspur, während die übrigen Verbindungen auf Normalspur (1435 mm) fuhren. Seit der Errichtung des Keswick Terminals verkehren am Bahnhof Adelaide nunmehr Breitspurzüge. Bis zu deren Einstellung 1990 verkehrten am Keswick Terminal auch die innerhalb des Bundesstaates South Australia verkehrenden Regionalzüge.
1997 verkaufte die AN ihre nationalen Fernzüge und auch das Keswick Terminal an die neu gegründete Great Southern Railway, die 2019 in Journey Beyond umfirmiert wurde.
2008 wurde der Bahnhof in Adelaide Parklands Terminal umbenannt. Zwischen 2010 und 2012 hielt am Bahnhof der The Southern Spirit, eine Schienenkreuzfahrt mit zu Beginn unterschiedlichen End- und Bedienpunkten und am Ende mit Zugläufen von Adelaide beziehungsweise Melbourne nach Brisbane.
Im Dezember 2019 lancierte Journey Beyond mit dem The Great Southern eine neue Fernzugverbindung von Adelaide nach Brisbane, welche nur in den Sommermonaten Dezember–Februar verkehrt. Nach einer temporären Betriebseinstellung infolge der COVID-19-Pandemie wurde der Betrieb 2022 wieder aufgenommen.

## Verkehr
Fernverkehr

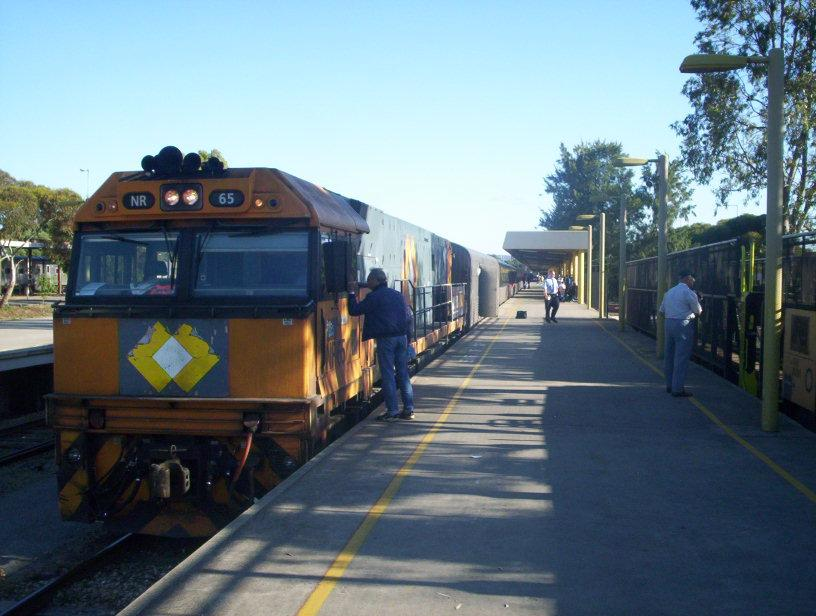
Der Indian Pacific im Parklands Terminal

Adelaide Parklands Terminal ist Halt der vier Langstreckenverbindungen von Journey Beyond:
- Indian Pacific: Sydney Central–Adelaide Parklands Terminal–Port Augusta–East Perth
- The Ghan: Adelaide Parklands Terminal–Port Augusta–Alice Springs–Katherine–Darwin
- The Overland: Melbourne Southern Cross–Adelaide Parklands Terminal
- The Great Southern: Adelaide Parklands Terminal–Coffs Harbour–Brisbane Acacia Ridge

Damit existieren Bahnverbindungen vom Bahnhof aus in alle Bundesstaaten des australischen Festlandes und das Northern Territory. Ebenso ist Adelaide Parklands Terminal an beide transkontinentalen Routen des australischen Kontinents angeschlossen: Der in Ost-West-Richtung verlaufende transaustralischen Eisenbahn und des in Nord-Süd-Richtung verlaufenden zentralaustralischen Korridors Darwin–Adelaide.
Regional- und Lokalverkehr
Adelaide Parklands Terminal verfügt über keine direkte Anbindung an den öffentlichen Regional- und Lokalverkehr. Die nächste Bushaltestelle Greenhill Road liegt 490 Meter in südliche Richtung entfernt. Ein Anschluss an die Straßenbahn Adelaide existiert nicht.
Auch wenn drei Vorortslinien der Adelaide Metro am Bahnhof vorbeiführen, befindet sich seit der Schließung des Vorortsbahnhofs Keswick im Jahr 2013 kein Halt mehr in unmittelbarer Nähe. Die nächste Station ist die 2014 eröffnete Adelaide Showground station, rund 700 Meter südlich des Parkland Terminals gelegen.